# 도쿄도도·사이타마현도 제28호선
28번 도쿄도도·사이타마현도(일본어: 東京都道・埼玉県道28号青梅飯能線→도쿄도도·사이타마현도 28호 오메-한노선)는 도쿄도 오메시에서 사이타마현 한노시까지 이어지는 일본의 주요 지방도다.

## 같이 보기
- 도도부현도